# جوزيف ماسون (سياسي)
جوزيف ماسون هو سياسي كندي، ولد في 1839، وتوفي في 2 ديسمبر 1890.